# ذره‌های لمسی گراندری

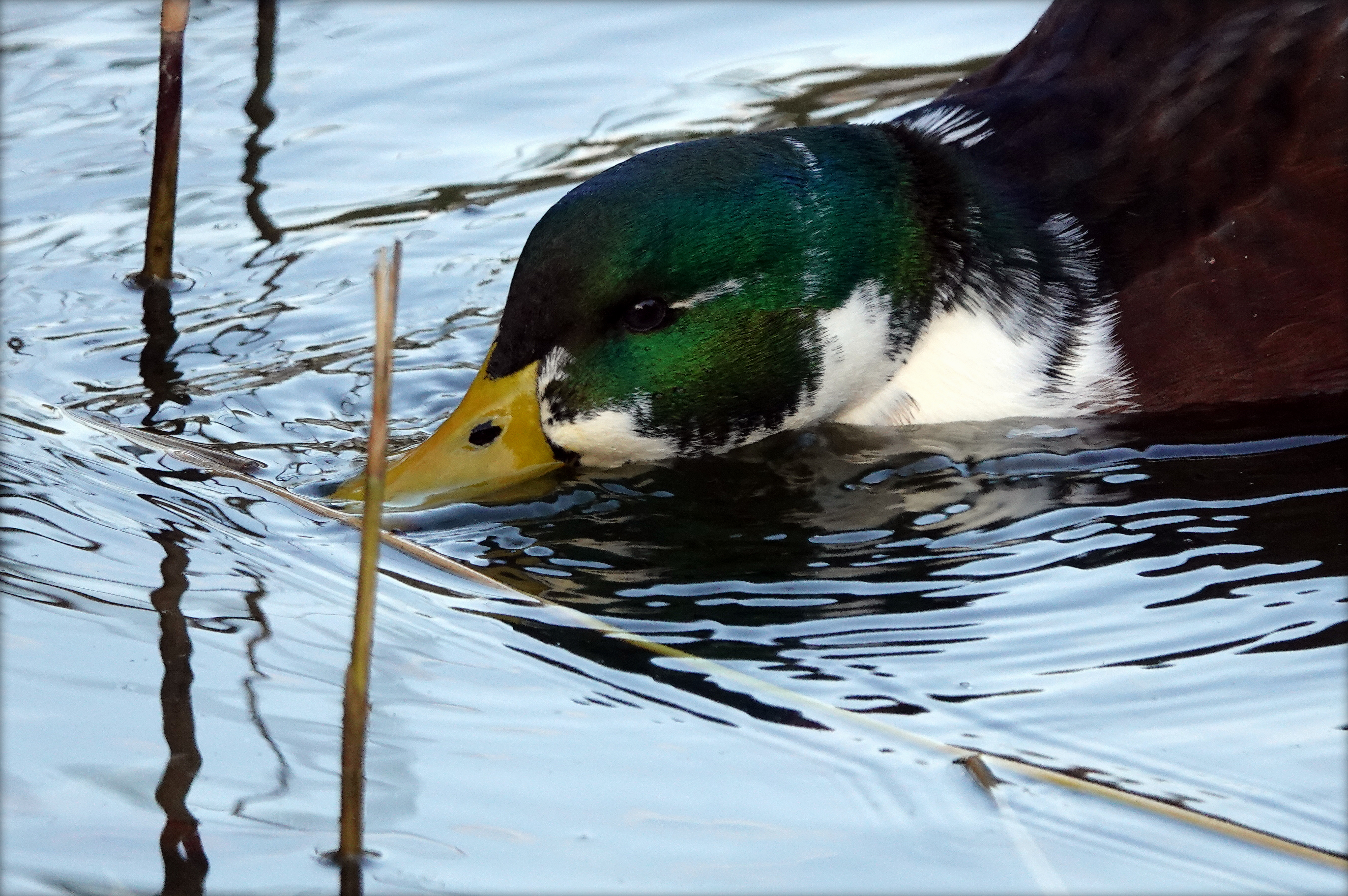
ذره‌های گراندری در تعداد زیادی در پرندگان آبی مانند مرغابی یافت می‌شوند، جایی که اعتقاد بر این است که در تغذیه نقش دارند.

ذره‌های لمسی گراندری Tactile corpuscles of Grandry یا ذره‌های گراندری Grandry corpuscles گیرنده‌های مکانیکی هستند که در پوست منقار و مخاط دهان پرندگان آبزی یافت می‌شوند. آنها نخستین بار توسط گراندری در سال ۱۸۶۹ در پوست غاز و مرغابی توصیف شد. ساختار کلی آنها شامل انتهای صاف یک فیبر عصبی آوران است که بین دو یا چند سلول حسی تا حدودی مسطح به نام سلول‌های گراندری قرار گرفته است که همگی توسط لایه‌ای از سلول‌های ماهواره‌ای و یک کپسول جزئی از پروتئین کلاژن احاطه شده‌اند. مطالعات الکتروفیزیولوژیک نشان داده است که سلول‌های گراندری به عنوان آشکارسازهای سرعت با سرعت تطبیق‌پذیر عمل می‌کنند. در پرندگان، سلول‌های گراندری و مرکل شباهت‌های ریخت‌شناختی زیادی دارند، که سبب سردرگمی در ادبیات دربارهٔ طبقه‌بندی آنها شده است (رجوع کنید به ذره‌های گراندری و مرکل).